# Sierra La Fragua
La Sierra La Fragua, es una sierra y una Región Terrestre Prioritaria (RTP) en los municipios de Cuatrociénegas y San Pedro, estado de Coahuila, México; tiene una superficie de 3,400 km² y la cima está a 2,282 m s. n. m..
La Sierra La Fragua se encuentra en una región conformada por una serie de sierras sedimentarias de topografía muy accidentada con muchos cañones profundos. Se caracteriza por su diversidad y su importante nivel de endemismos de cactáceas en un tipo de vegetación predominante de matorral desértico rosetófilo. Comprende las sierras de La Fragua, la Principal, Los Órganos, La Margarita, El Venado, Los Remedios y Las Delicias, encontrándose delimitada por bolsones.